# Martha (Oklahoma)
Martha és un poble dels Estats Units a l'estat d'Oklahoma. Segons el cens del 2000 tenia 205 habitants.

## Demografia
Segons el cens del 2000, Martha tenia 205 habitants, 82 habitatges, i 49 famílies. La densitat de població era de 316,6 habitants per km².
Dels 82 habitatges en un 35,4% hi vivien nens de menys de 18 anys, en un 50% hi vivien parelles casades, en un 4,9% dones solteres, i en un 40,2% no eren unitats familiars. En el 37,8% dels habitatges hi vivien persones soles el 17,1% de les quals corresponia a persones de 65 anys o més que vivien soles. El nombre mitjà de persones vivint en cada habitatge era de 2,5 i el nombre mitjà de persones que vivien en cada família era de 3,47.
Per edats la població es repartia de la següent manera: un 28,8% tenia menys de 18 anys, un 12,2% entre 18 i 24, un 26,3% entre 25 i 44, un 21% de 45 a 60 i un 11,7% 65 anys o més.
L'edat mediana era de 35 anys. Per cada 100 dones de 18 o més anys hi havia 114,7 homes.
La renda mediana per habitatge era de 20.000 $ i la renda mediana per família de 30.000 $. Els homes tenien una renda mediana de 31.389 $ mentre que les dones 13.125 $. La renda per capita de la població era de 9.799 $. Entorn del 24% de les famílies i el 21,3% de la població estaven per davall del llindar de pobresa.

## Poblacions més properes
El següent diagrama mostra les poblacions més properes.